# Eugenia Santana
Eugenia Santana Alba (Las Palmas de Gran Canaria, 1974) è una modella spagnola, eletta Miss Spagna nel 1992.

## Biografia
Dopo aver vinto il titolo di Miss Spagna nel 1992, ha la possibilità di rappresentare la Spagna a Miss Universo, dove arriva sino alle finali. Nel 1994 inizia la sua carriera di conduttrice televisiva con la trasmissione El trampolín di Telecinco, affiancata da Peter Rollan e Esther Arroyo, un'altra ex Miss Spagna. Nella stagione 1994-1995, viene incaricata da Antena 3 di condurre insieme a Pepe Navarro e Yvonne Reyes la seconda stagione dell'edizione spagnola Il grande gioco dell'oca
Nel 1996 debutta come attrice nella serie Tres hijos para mí solo sempre su Antena 3, che però viene cancellata dopo pochi episodi per via degli scarsi ascolti. Dopo un periodo come presentatrice presso la stazione locale Canale 7, ha partecipato come concorrente al reality show La selva de los famosos nel 2004.